# Willy Carbo
Willy Carbo (Utrecht, 14 augustus 1959) is een voormalig Nederlands profvoetballer.

## Biografie

### Jeugd en FC Utrecht
Carbo werd op 14 augustus 1959 geboren in Utrecht en begon te voetballen bij de plaatselijke amateurclub VV Utrecht. Hij kwam, onder andere samen met middenvelder Jan Wouters, terecht in het Utrechtse regio-elftal. Hier werd hij gescout door FC Utrecht. Hij maakte zijn officiële debuut op 16 maart 1980 in een thuiswedstrijd tegen Go Ahead Eagles. De wedstrijd werd met 4-0 gewonnen en Carbo was verantwoordelijk voor een van de doelpunten. Carbo werd al snel gezien als een talent en werd meermaals geselecteerd voor Jong Oranje. In de daaropvolgende jaren was Carbo de vaste spits van de Utrechters.
Bij FC Utrecht maakte Carbo, ondanks een financiële crisis bij de club een sportieve glorietijd mee. Onder trainer Han Berger behaalde de ploeg driemaal deelname aan de UEFA Cup en in 1982 speelde hij met FC Utrecht in de finale van de KNVB Beker tegen AZ '67, die over twee wedstrijden werd verloren. In de eredivisie, bestaande uit 18 clubs, werden in 1979/80, 1980/81 en 1981/82 achtereenvolgens de 5de, 3de en 5de plaats behaald. Het elftal bestond, evenals Carbo, voor een groot deel uit echte Utrechters als Jan Wouters, Hans van Breukelen, Gert Kruys, Ton de Kruijk, Leo van Veen, Frans Adelaar, Rob de Wit en Ton du Chatinier en was erg populair bij de supporters.

### Club Brugge en Feyenoord
In 1983 maakte Carbo een transfer naar de Belgische topclub Club Brugge, waar ex-AZ-speler en latere Ajacied Ronald Spelbos ook speelde. Carbo sloot zich nog voor het eind van het seizoen 1982-83 aan bij de Bruggelingen, zodat hij kon meespelen in de finale van de Belgische beker tegen SK Beveren, die de ploeg verloor. Carbo kon echter slecht aarden in Brugge en het lukte hem niet een basisplaats te veroveren en raakte al na een paar maanden op een zijspoor. Hierdoor werd hij al snel als miskoop bestempeld. In 2004 werd hij door de Vlaamse krant Het Laatste Nieuws zelfs als slechtste aankoop van Club Brugge ooit verkozen. Na slechts acht wedstrijden wilde de Belgische ploeg alweer af van de aanvaller.
In de winterstop van het seizoen 1983-1984 was het Feyenoord dat Carbo verloste. Hij keerde op huurbasis terug de naar Nederlandse velden. Carbo kwam bij Feyenoord te spelen met Johan Cruijff en Ruud Gullit. Met Feyenoord won hij zowel het landskampioenschap als de KNVB Beker. Aan het eind van het seizoen, moest hij echter weer terugkeren naar Brugge. Lang zou een vertrek echter niet op zich laten wachten.

### FC Twente
Het was ditmaal FC Twente die de, bij Feyenoord overbodig geworden, spits verloste. Carbo speelde uiteindelijk ruim twee seizoenen voor de Tukkers. Bij FC Twente maakte Carbo zijn bekendste doelpunt. In een wedstrijd tegen Go Ahead Eagles dook Carbo onder een voorzet door en tikte vervolgens met zijn hak, de bal in het doel achter keeper Jan Jongbloed. Een ander beroemd voorval van Carbo vond plaats in een wedstrijd tussen FC Twente en zijn oude club FC Utrecht. Tijdens het spel dacht Carbo een fluitsignaal van de scheidsrechter gehoord te hebben. Hij ving hierop de bal, die net zijn kant op het strafschopgebied ingespeeld werd, tot hilariteit van de Utrecht-supporters, met zijn handen. De daaropvolgende penalty werd door FC Utrecht benut.
In het seizoen 1985-1986 kreeg Carbo last van een blessure aan zijn rechterknie. Toen bleek dat hij zijn oude niveau niet meer kon hervinden, vertrok hij in november 1986 op huurbasis naar RKC Waalwijk, dat uitkwam in de Eerste divisie.

### Laatste jaren in de Eerste divisie
Bij RKC Waalwijk kende Carbo een ongelukkig seizoen. Naast een kwakkelende knie, brak hij in een wedstrijd tegen DS '79 ook nog eens zijn kaak in een duel met Peter Matena. Het seizoen erna wilde RKC Waalkwijk de spits graag nog een jaar huren, maar FC Twente wilde Carbo enkel verkopen, waardoor er na een seizoen alweer een einde kwam aan de samenwerking. Met tegenzin liet Carbo zich transfereren naar N.E.C., waar hij ook maar een seizoen zou spelen. Even leek een terugkeer naar FC Utrecht in de maak, maar uiteindelijk verkoos de club John Linford boven Carbo, die daarna tekende bij Cambuur Leeuwarden.
Bij Cambuur speelde nog 40 wedstrijden waarin hij 17 keer scoorde. Hierna kreeg hij zoveel last van zijn knie, dat hij op 30-jarige leeftijd zijn betaald voetbalcarrière afsloot. Carbo liet zich overschrijven naar de amateurclub VV Leeuwarden, waarmee hij in 1991 promoveerde van de tweede klasse naar de eerste klasse. Dit niveau bleek echter te zwaar voor zijn lichaam en in 1992 stopte hij definitief met voetballen.

### Na het voetbal
In de jaren 90 was Carbo nog enige tijd trainer van de C1 van Cambuur. Daar stopte hij echter al snel mee, omdat hij het gevoel had meer bezig te zijn met het begeleiden van de ouders, dan met de kinderen. Wel is hij nog regelmatig te vinden op de tribunes van Cambuur, als supporter.
Carbo woont nog steeds in Leeuwarden, waar hij werkt als drukker.

## Statistieken

### Spelersstatistieken
| seizoen   | club               | wedstrijden | doelpunten | competitie     |
| --------- | ------------------ | ----------- | ---------- | -------------- |
| 1979/80   | FC Utrecht         | 11          | 1          | Eredivisie     |
| 1980/81   | FC Utrecht         | 30          | 12         | Eredivisie     |
| 1981/82   | FC Utrecht         | 31          | 14         | Eredivisie     |
| 1982/1983 | FC Utrecht         | 34          | 16         | Eredivisie     |
| 1982/1983 | Club Brugge        | 1           | 0          | Eerste Klasse  |
| 1983/84   | Club Brugge        | 8           | 1          | Eerste Klasse  |
| 1983/84   | → Feyenoord        | 6           | 0          | Eredivisie     |
| 1984/85   | FC Twente          | 30          | 15         | Eredivisie     |
| 1985/86   | FC Twente          | 12          | 2          | Eredivisie     |
| 1986/87   | FC Twente          | 2           | 0          | Eredivisie     |
| 1986/87   | → RKC Waalwijk     | 18          | 5          | Eerste divisie |
| 1987/88   | N.E.C.             | 28          | 9          | Eerste divisie |
| 1988/89   | Cambuur Leeuwarden | 28          | 16         | Eerste divisie |
| 1989/90   | Cambuur Leeuwarden | 12          | 1          | Eerste divisie |
|           | Totaal             | 251         | 92         |                |

## Erelijst
| Eredivisie | 1x | 1983/84 |
| KNVB Beker | 1x | 1983/84 |